# Xenotyphlops grandidieri
Xenotyphlops grandidieri (лат.) — вид червеобразных змей из монотипического рода Xenotyphlops, выделяемый в отдельное семейство Xenotyphlopidae. Обитает на крайнем севере Мадагаскара в прибрежных песках. Ведёт роющий образ жизни. Имеет тонкое, средних размеров тело фиолетовой или розоватой окраски длиной от 16,3 до 27, 6 см. Межчелюстной щиток сильно заострённый, почти вертикальный, глаза полностью отсутствуют. От других змей отличается отсутствием трахейного лёгкого и смещённым вперёд сердцем. Ранее вид относили к семейству слепозмеек, но по результатам молекулярно-генетических исследований было выявлено, что разделение между ними произошло в позднем меловом периоде, на основании чего род Xenotyphlops был выделен в самостоятельное семейство. В связи с маленьким известным размером ареала (28 км²), а также вырубкой лесов для производства древесного угля в местах обитания Международный союз охраны природы отнёс вид к категории находящихся на грани исчезновения.